# Autoroutes du Maroc
La Société nationale des autoroutes du Maroc (ADM) è una società per azioni marocchina che gestisce le autostrade del paese maghrebino.

## Tappe storiche
- 1989: Fondazione della Société nationale des autoroutes du Maroc (ADM)
- 2005: Adesione di ADM all'ASECAP (Association professionnelle des concessionnaires d’autoroutes et ouvrages à péage d’Europe)[1]

## Ruolo dell'ADM
- La costruzione, la manutenzione e l'esercizio di autostrade ad essa concesse da concessioni o appalti
- Gestione, protezione e conservazione del pubblico a seconda della rete di trasporto a sua disposizione
- Creazione e gestione di servizi turistici, alberghi e altri servizi nella prossimità geografica dell'autostrada
- Il funzionamento e la gestione di beni immobili e beni mobili